# スケールアップ
化学工学においてスケールアップとは、小型のモデル装置の状態と同じ効果を大型の実機で実現するための設計基準を得ることを言う。
スケールアップをしても小型機と大型機の効果が同じであるというためには、いくつかの相似性が必要となり、そのためには無次元数が利用される。たとえば攪拌槽の場合には以下が必要である。
幾何学的相似小型機と大型機の幾何形状を同一にし、全ての寸法比を一定にする。
力学的相似大小2つの装置内の流動状態を同一に保つには、レイノルズ数およびフルード数を同一にしなければならない。したがって
{\displaystyle {\frac {n_{1}d_{1}^{2}\rho _{1}}{\mu _{1}}}={\frac {n_{2}d_{2}^{2}\rho _{2}}{\mu _{2}}},\qquad {\frac {n_{1}^{2}d_{1}}{g}}={\frac {n_{2}^{2}d_{2}}{g}}}
が成り立たなければならない。ここでn は回転数、d は装置の大きさ、ρは液の密度、μは粘度、添え字の1, 2はそれぞれ大小の装置を表す。これより
{\displaystyle {\frac {n_{2}}{n_{1}}}=\left({\frac {d_{1}}{d_{2}}}\right)^{\frac {1}{2}},\qquad {\frac {(\mu _{2}/\rho _{2})}{(\mu _{1}/\rho _{1})}}=\left({\frac {d_{2}}{d_{1}}}\right)^{\frac {3}{2}}}
となるので、大小2つの装置に同一の液を用いる限り、力学的相似は実現されない。
動力の相似性経験則として、装置の大小にかかわらず、液の単位体積あたりに加えられる動力が同一のとき同一の効果が保たれる。